# ワールドナウ (NHK)
『ワールドナウ』は、NHK教育テレビジョンで1988年4月8日から1992年3月9日まで放送されていた中学生向けの学校放送（教科：社会科）である。1990年3月16日までは『中学校特別シリーズ』金曜日の番組として放送されていた。

## 放送時間
いずれも日本標準時。
| 期間                         | 放送時間             |
| ---------------------------- | -------------------- |
| 1988年4月8日 - 1990年3月16日 | 金曜日 13:35 - 13:55 |
| 1990年4月9日 - 1992年3月9日  | 月曜日 12:40 - 13:00 |

## 出演者
- 岡田朋未[2]